# جوناثان فيليب
جوناثان فيليب (بالإسبانية: Jonathan Phillippe)‏ هو لاعب كرة قدم أرجنتيني في مركز الهجوم، ولد في 24 يناير 1988 في Navarro, Buenos Aires ‏ في الأرجنتين. لعب مع أمريكا دي كالي وبوكا جونيورز وسان مارتين دي سان خوان وسبورتيفو لوكوينو وفيرو كاريل أويستي ونادي كرينز.

## وصلات خارجية
- جوناثان فيليب على موقع قاعدة بيانات كرة القدم.إي يو (الإنجليزية)
- جوناثان فيليب على موقع Soccerway.com (الإنجليزية)